# Badazoui
Badazoui è un arrondissement del Benin situato nella città di Bopa (dipartimento di Mono) con 13.837 abitanti (dato 2006).